# Inga (växter)
För andra betydelser, se Inga (olika betydelser).
Inga är ett släkte av ärtväxter. Inga ingår i familjen ärtväxter.

## Bildgalleri

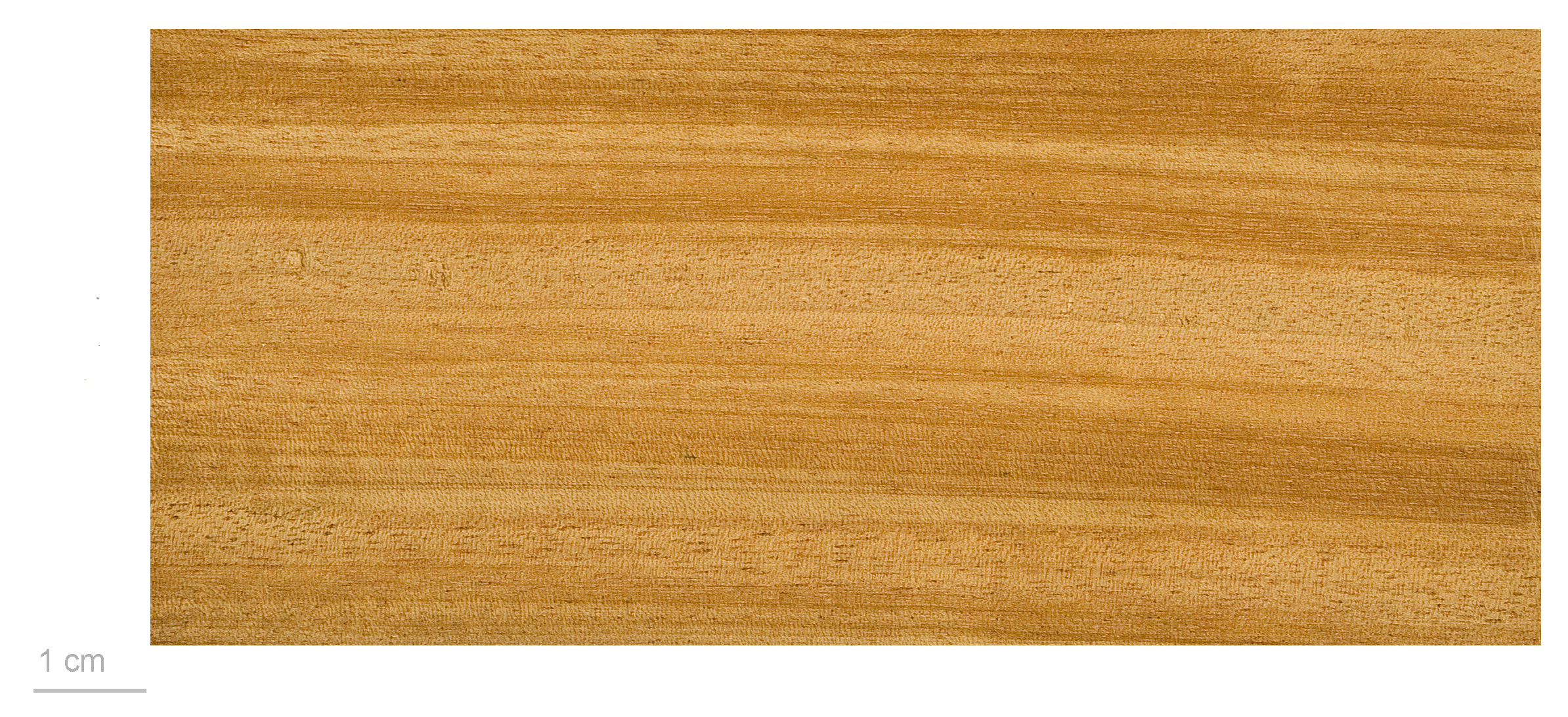
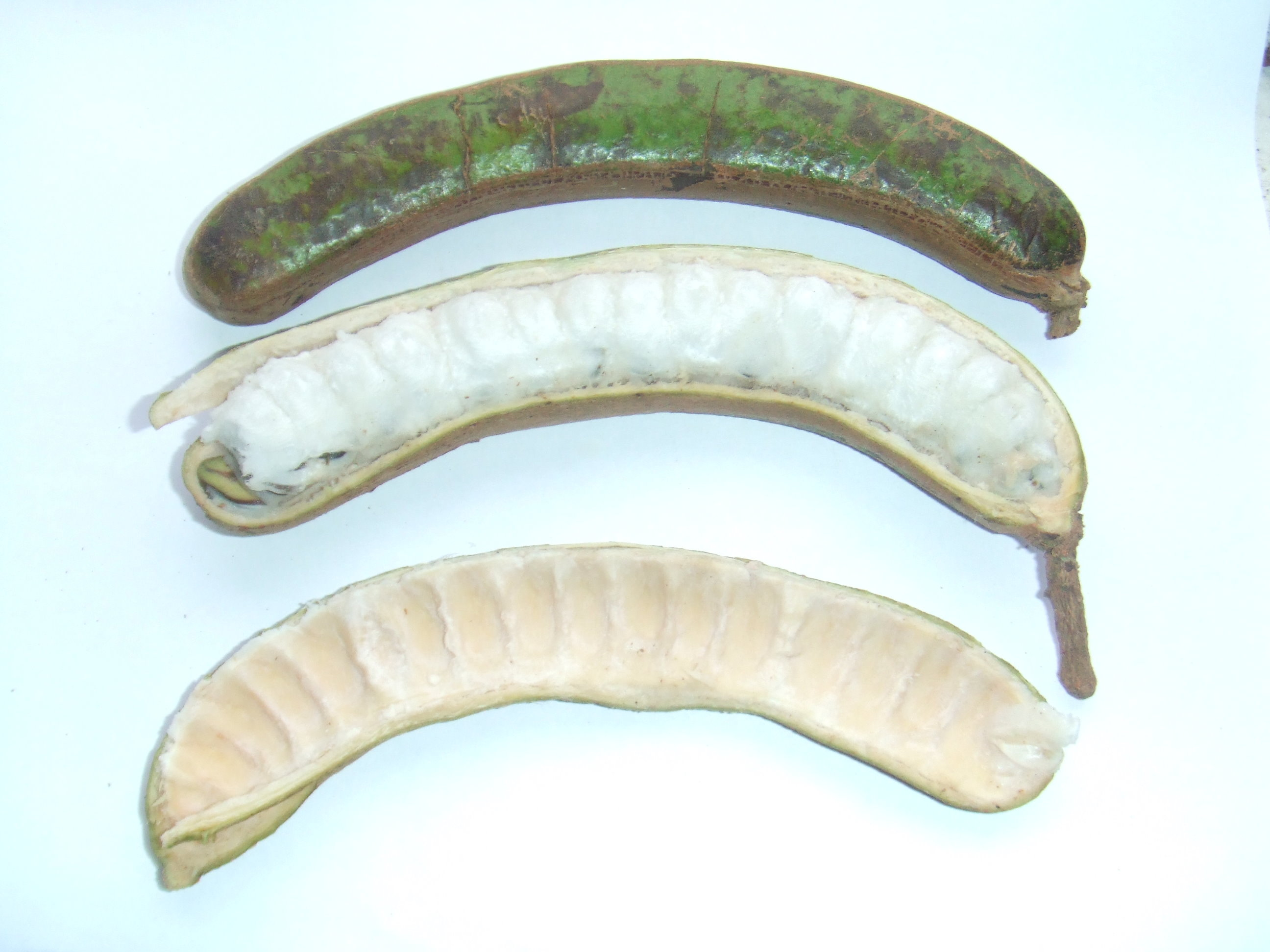

## Dottertaxa tillInga, i alfabetisk ordning[1]
- Inga acicularis
- Inga acreana
- Inga acrocephala
- Inga acuminata
- Inga adenophylla
- Inga affinis
- Inga aggregata
- Inga alata
- Inga alatocarpa
- Inga alba
- Inga aliena
- Inga allenii
- Inga altissima
- Inga amazonica
- Inga amboroensis
- Inga andersonii
- Inga angustifolia
- Inga apiculata
- Inga approximata
- Inga apta
- Inga archeri
- Inga arenicola
- Inga aria
- Inga arinensis
- Inga augustii
- Inga auristellae
- Inga bahiensis
- Inga balaensis
- Inga balsapambensis
- Inga bangii
- Inga barbata
- Inga barbourii
- Inga belizensis
- Inga bella
- Inga bicoloriflora
- Inga bijuga
- Inga blanchetiana
- Inga bolivariana
- Inga boliviana
- Inga bollandii
- Inga bonplandiana
- Inga borealis
- Inga bourgonii
- Inga brachyptera
- Inga brachyrhachis
- Inga brachystachya
- Inga brachystachys
- Inga bracteifera
- Inga bracteosa
- Inga brevialata
- Inga brevipedicellata
- Inga brevipes
- Inga brevituba
- Inga brunnescens
- Inga bullata
- Inga bullatorugosa
- Inga cabelo
- Inga cabrerae
- Inga calantha
- Inga calanthoides
- Inga calcicola
- Inga calderonii
- Inga campanulata
- Inga canaminensis
- Inga canonegrensis
- Inga capitata
- Inga capsellata
- Inga cardozana
- Inga carinata
- Inga caudata
- Inga cayennensis
- Inga cecropietorum
- Inga chartacea
- Inga chiapensis
- Inga chinacotana
- Inga chocoensis
- Inga chorrerana
- Inga chrysantha
- Inga ciliata
- Inga cinnamomea
- Inga cocleensis
- Inga codonantha
- Inga complanata
- Inga conferta
- Inga cookii
- Inga coragypsea
- Inga cordatoalata
- Inga cordistipula
- Inga coruscans
- Inga crassiflora
- Inga cuspidata
- Inga cycladenia
- Inga cyclocarpa
- Inga cylindrica
- Inga cynometrifolia
- Inga dasycarpa
- Inga davidsei
- Inga davidsoniae
- Inga densiflora
- Inga diadema
- Inga disticha
- Inga dolichantha
- Inga dominicensis
- Inga donaeana
- Inga duckei
- Inga duquei
- Inga dwyeri
- Inga dysantha
- Inga edulis
- Inga eglandulosa
- Inga ellipsoidea
- Inga ellsworthiana
- Inga endlicheri
- Inga enterolobioides
- Inga eriocarpoides
- Inga eriorhachis
- Inga exalata
- Inga exfoliata
- Inga exilis
- Inga extra-nodis
- Inga fagifolia
- Inga fanchoniana
- Inga fastuosa
- Inga fendleriana
- Inga ferrugineo-hirta
- Inga feuilleei
- Inga filiformis
- Inga flagelliformis
- Inga fluvii-novi
- Inga fosteriana
- Inga fredoniana
- Inga gereauana
- Inga glomeriflora
- Inga goldmanii
- Inga golfodulcensis
- Inga goniocalyx
- Inga graciliflora
- Inga gracilifolia
- Inga gracilior
- Inga grandis
- Inga guamito
- Inga guilleminiana
- Inga hayesii
- Inga hedgerae
- Inga heinei
- Inga herrerae
- Inga herthae
- Inga heterophylla
- Inga heteroptera
- Inga hintonii
- Inga hirsutissima
- Inga hispida
- Inga holtonii
- Inga huastecana
- Inga huberi
- Inga ilta
- Inga inflata
- Inga ingoides
- Inga insignis
- Inga interfluminensis
- Inga interrupta
- Inga involucrata
- Inga ismaelis
- Inga japurensis
- Inga jaunechensis
- Inga jefensis
- Inga jimenezii
- Inga jinicuil
- Inga jucunda
- Inga juglandifolia
- Inga killipiana
- Inga klugii
- Inga lacustris
- Inga lallensis
- Inga lanceifolia
- Inga lateriflora
- Inga latibracteata
- Inga latipes
- Inga laurifolia
- Inga laurina
- Inga laxiflora
- Inga leiocalycina
- Inga lenticellata
- Inga lentiscifolia
- Inga leonis
- Inga leptantha
- Inga leptingoides
- Inga leptocarpa
- Inga lineata
- Inga litoralis
- Inga longiflora
- Inga longifoliola
- Inga longipedunculata
- Inga longipes
- Inga longispica
- Inga lopadadenia
- Inga loretana
- Inga luschnathiana
- Inga macarenensis
- Inga macrantha
- Inga macrophylla
- Inga manabiensis
- Inga marginata
- Inga maritima
- Inga martinicensis
- Inga maynensis
- Inga medellinensis
- Inga megalobotrys
- Inga megaphylla
- Inga meissneriana
- Inga melinonis
- Inga mendoncaei
- Inga micheliana
- Inga micradenia
- Inga microcalyx
- Inga microdonta
- Inga microgyna
- Inga mischantha
- Inga mortoniana
- Inga mucuna
- Inga multicaulis
- Inga multijuga
- Inga multinervis
- Inga neblinensis
- Inga negrensis
- Inga nobilis
- Inga nubigena
- Inga nubium
- Inga nuda
- Inga nutans
- Inga obidensis
- Inga oblanceolata
- Inga obscura
- Inga obtusa
- Inga obtusata
- Inga odoratissima
- Inga oerstediana
- Inga olivacea
- Inga organensis
- Inga ornifolia
- Inga ouraphylla
- Inga pachyphylla
- Inga pallida
- Inga paludicola
- Inga panurensis
- Inga paraensis
- Inga pardoana
- Inga paterno
- Inga pauciflora
- Inga pavoniana
- Inga pezizifera
- Inga pilosa
- Inga pilosiuscula
- Inga pilosula
- Inga pinetorum
- Inga platyptera
- Inga plumifera
- Inga pluricarpellata
- Inga poeppigiana
- Inga polita
- Inga polyantha
- Inga porcata
- Inga portobellensis
- Inga praegnans
- Inga pruriens
- Inga pseudofastuosa
- Inga pseudoinvolucrata
- Inga pseudospuria
- Inga psittacorum
- Inga pulchriflora
- Inga punctata
- Inga quadrangularis
- Inga quaternata
- Inga racemiflora
- Inga radiata
- Inga retinocarpa
- Inga rhabdotocalyx
- Inga rhynchocalyx
- Inga ricardorum
- Inga riopalenquensis
- Inga rondonii
- Inga rubiginosa
- Inga rugosa
- Inga ruiziana
- Inga rusbyi
- Inga saffordiana
- Inga salicifoliola
- Inga saltensis
- Inga salzmanniana
- Inga samanensis
- Inga santaremnensis
- Inga sapindoides
- Inga sarayacuensis
- Inga schiedeana
- Inga schinifolia
- Inga sellowiana
- Inga semialata
- Inga semiglabra
- Inga sertulifera
- Inga sessilis
- Inga setosa
- Inga sierrae
- Inga silanchensis
- Inga sinacae
- Inga skutchii
- Inga sodiroi
- Inga spectabilis
- Inga spiralis
- Inga splendens
- Inga squamigera
- Inga standleyana
- Inga steinbachii
- Inga stenocalyx
- Inga stenophylla
- Inga stenopoda
- Inga stenoptera
- Inga stipulacea
- Inga stipularis
- Inga striata
- Inga striolata
- Inga suaveolens
- Inga suberosa
- Inga subnuda
- Inga suborbicularis
- Inga tapajozensis
- Inga tarapotensis
- Inga tayronaensis
- Inga tenuicalyx
- Inga tenuifolia
- Inga tenuiloba
- Inga tenuipedunculata
- Inga tenuirama
- Inga tenuistipula
- Inga tessmannii
- Inga thibaudiana
- Inga titiribiana
- Inga tocacheana
- Inga tomentosa
- Inga tonduzii
- Inga tubaeformis
- Inga tysonii
- Inga ulei
- Inga umbellifera
- Inga unica
- Inga urabensis
- Inga uraguensis
- Inga urceolata
- Inga ursi
- Inga vallensis
- Inga velutina
- Inga venosa
- Inga venusta
- Inga vera
- Inga vestita
- Inga villosissima
- Inga virescens
- Inga virgultosa
- Inga vismiifolia
- Inga wittiana
- Inga vulpina
- Inga xinguensis
- Inga yacoana
- Inga yasuniana
- Inga yunckeri